# Ferenc Keresztes-Fischer

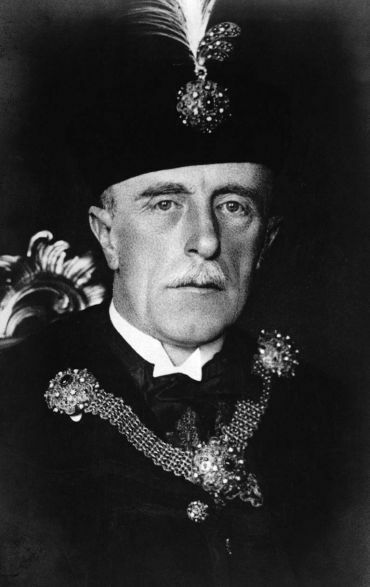
Ferenc Keresztes-Fischer, um 1932

Vitéz Ferenc Keresztes-Fischer (* 18. Februar 1881 in Pécs, Österreich-Ungarn; † 3. März 1948 in Wien) war ein ungarischer Anwalt und Politiker, der von 1932 bis 1935 und von 1938 bis 1944 als Innenminister amtierte.

## Leben
Keresztes-Fischer arbeitete zuerst bei einer Bank in Pécs, wurde dann im Horthy-Regime von 1921 bis 1931 Präfekt des Komitats Baranya, ab 1925 auch des Komitats Somogy. Von 1931 bis 1935 und von 1938 bis März 1944 war er Innenminister, im März 1942 für drei Tage interimistisch Premierminister.
Sein Bruder Lajos Keresztes-Fischer war Generalleutnant und 1938 Chef des Generalstabs.  